# 夜 (ニコライ・ノスコフの曲)
「夜」（よる、ロシア語: Ночь）は、ロシアの歌手ニコライ・ノスコフが2012年にリリースしたシングルである。

## 概要
デビッド・トゥクマノフによって結成されたグループ "モスクワ"の最初にして最後のアルバム "UFO"が、1982年の終わりに失敗した後、彼は、そのままの形でグループを正式にリードし続けたが、コンサートを企画したり、新しい曲を提供したりしなかった。1984年の初めまでに、グループの継続的な演奏禁止とそれを克服する必要性に疲れていたトゥクマノフは、すでにプロデューサーとグループリーダーの一時的な任務から完全に撤退し、グループは事実上解散した。"モスクワ"のときは、トゥクマノフがグループのほぼすべての曲を書いていた。鍵のミュージシャン、 "モスクワ"のソリストであるニコライ・ノスコフは、その時点ですでにバンド "Singing Hearts"で仕事を始めていたのだが、トゥクマノフは、彼にソロ活動の機会を提供し、この目的のために、ウラジーミル・マヤコフスキーが1930年の死の頃に書いた（1928年に書きはじめた）未完の詩の断片に基づいて、最初の曲「夜」を書いた。
ペレストロイカの間とソ連の崩壊後に、その曲の演奏禁止自体は解消されたが、 ゴーリキー・パークのグループで最初に在籍したニコライ・ノスコフは、その後ソロ活動で自分の曲目中に「夜」を演奏することは、まれになった。その後、この歌は彼のレパートリーに復活した。そして作曲から28年後の2012年に、ノスコフは最初にソロアルバム『名もなき曲』にこれを録音した。2013年には、 "夜"は、デビッド・トゥクマノフの曲を全面的に取り上げた "The Republic of Property"というテレビ番組で、他の11曲のトゥクマノフの歌とともに、ニコライ・ノスコフによって演奏された。